# Live in New York
Live in New York ist ein Jazzalbum von Barry Harris. Die am 17. August 2002 in New York entstandenen Aufnahmen erschienen 2003 auf Reservoir Records.

## Hintergrund
Der Pianist Barry Harris war 72 Jahre alt, als der Mitschnitt im August 2002 live in New York in einem Nachtclub aufgenommen wurde – in den Liner Notes wird nicht angegeben in welchem. Dabei leitete Harris ein Quintett, dem Charles Davis am Tenorsaxophon, Paul West am Kontrabass, Leroy Williams am Schlagzeug und der israelische Gitarrist Roni Ben-Hur angehörten. Die Band um Barry Harris spielte drei Eigenkompositionen des Pianisten („Monking Around“, „To Dizzy with Love“ und „7-4-3“) sowie Tadd Damerons „Casbah“ und Thelonious Monks Klassiker „’Round Midnight“.

## Titelliste
- Barry Harris: Live in New York (Reservoir RSR CD 173)[1]

1. Casbah (Tadd Dameron) 12:41
2. Monking Around 9:22
3. Two Step (Leroy Williams) 9:17
4. To Dizzy with Love 11:35
5. ’Round Midnight (Monk) 7:56
6. 7-4-3 9:39

Wenn nicht anders vermerkt, stammen die Kompositionen von Barry Harris.

## Rezeption

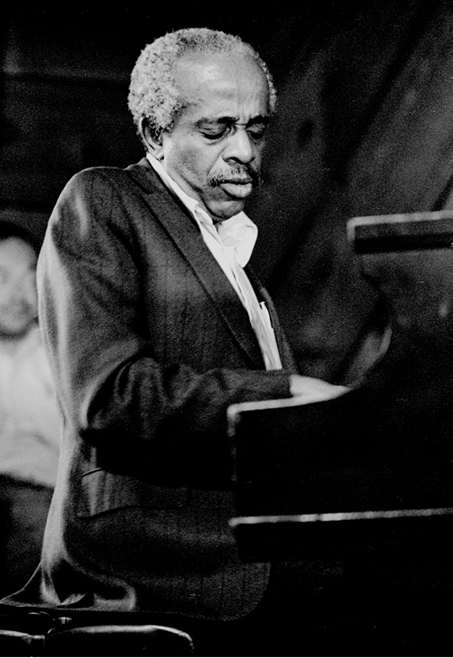
Barry Harris 1981

Alex Henderson verlieh dem Album in Allmusic dreieinhalb Sterne und schrieb, es passiere nichts Bahnbrechendes, aber Harris sei von Anfang an nie bahnbrechend gewesen. Harris sei aber ein reiner, kompromissloser Bebopper, der sich wie Sonny Stitt am Saxophon dadurch ausgezeichnet habe, dass er stets beim Bewährten blieb, anstatt die Grenzen des Jazz zu überschreiten. Aber weil Harris alt genug ist, um sich an die Anfänge des Bebop zu erinnern, begrüße man seine inspirierte Darbietung vom großartigen, aber leider zu oft gespielten Standard „’Round Midnight“, den Orrin Keepnews zu Recht als „Nationalhymne des Jazz“ bezeichnet habe. Live in New York sei kein unbedingt zwingend notwendiges Album, so der Autor in seinem Resümee, obwohl es eine solide, lohnende Leistung sei, die Harris’ langjährigen Fans gefallen werde.
Nach Ansicht von Riel Lazarus, der das Album in All About Jazz rezensierte, sei Harris’ stark geschwungener Tribut an Thelonious Monk mit dem Titel „Monking Around“ ein wirbelnder Derwisch aus Drehungen und Wendungen, Spannung und Entspannung, der direkt zum Kern von Monk führe. Während des gesamten Auftritts begeistere Harris das Publikum mit seiner warmen, zugänglichen Musikalität sowie seiner Bereitschaft zur Interaktion. Zum Beispiel fragt der Pianist beim Publikum nach Ziffern zwischen eins und acht. Die Menge antwortet mit „7-4-3“, und die Band arbeitet sich prompt in eine freie Improvisation, die auf diesen Zahlen basiert. Live in New York wird Fans des klassischen Jazz ansprechen, die den typischen Live-Sound lieben, resümiert der Autor.